# كدمة آل بلعيد

تعديل مصدري - تعديل

كدمة آل بلعيد هي إحدى قرى عزلة جعار بمديرية خنفر التابعة لمحافظة أبين، بلغ تعداد سكانها 125 نسمة حسب تعداد اليمن لعام 2004.